# Langewahl
Langewahl es un municipio situado en el distrito de Oder-Spree, en el estado federado de Brandeburgo (Alemania). Tiene una población estimada, a fines de 2021, de 854 habitantes.
Forma parte de la mancomunidad de municipios (en alemán, amt) de Scharmützelsee.